# 알메리아도
알메리아도(스페인어: Almería)는 스페인 남부에 위치한 안달루시아 지방의 주로, 주도는 알메리아이다. 알메리아 주는 그라나다 주와 무르시아 지방, 지중해와 인접해 있으며 인구는 635,850명(2006년 기준), 면적은 8,774km2이다. 알메리아 주는 101개의 자치시로 구성되어 있다. 이 일대에는 유럽에서 보기도 드문 유일한 사막인 타베르나스 사막이 자리잡고 있다.

## 경제
알메리아에는 풍부한 일조량과 지하수를 이용한 온실 농업이 이루어지고 있다. 이 지역의 온실에서는 매년 250만 톤에서 350만 톤 사이에 이르는 과일과 채소가 생산되어 유럽 전역 수요의 40% 이상을 책임진다. 온실이 차지한 면적은 400 제곱킬로미터로 해안 지역 대부분을 덮고있는데, NASA는 온실에서 반사된 빛들로 인해 지역의 기후가 상대적으로 서늘해졌다고 보고했다.

## 인구
| 연도 | 인구    | ±%     |
| ---- | ------- | ------ |
| 1857 | 315,664 | —      |
| 1900 | 359,013 | +13.7% |
| 1910 | 380,388 | +6.0%  |
| 1920 | 358,149 | −5.8%  |
| 1930 | 341,550 | −4.6%  |
| 1940 | 359,730 | +5.3%  |
| 1950 | 357,401 | −0.6%  |
| 1960 | 360,777 | +0.9%  |
| 1970 | 375,004 | +3.9%  |
| 1981 | 405,019 | +8.0%  |
| 1991 | 465,662 | +15.0% |
| 1996 | 501,761 | +7.8%  |
| 2001 | 533,168 | +6.3%  |
| 2006 | 635,850 | +19.3% |
| 2014 | 701,688 | +10.4% |